# Stefan Rowecki
Stefan Paweł Rowecki, pseudonyme «Grot» (« fer de flèche »), né le 25 décembre 1895, mort le 2 août 1944 était un général polonais. 

## Biographie
Il est né à Piotrków Trybunalski.
De 1930 à 1935, il est à la tête du 55e Régiment.
De 1935 à 1938, il commande la brigade Podole de défense des frontières du Korpus Ochrony Pogranicza. Il commande ensuite, la 2e Division d'infanterie.
Pendant la Campagne de Pologne (1939), on lui confie la Brigade mécanisée '"Warszawa".
Jusqu'en 1943, il est à la tête de la Résistance armée, avant d'être nommé commandant en chef de l'Armia Krajowa, principal mouvement de résistance polonais pendant la Seconde Guerre mondiale. Arrêté par la Gestapo le 30 juin 1943, il est exécuté le 2 août 1944, premier jour de l'insurrection de Varsovie, au camp de concentration de Sachsenhausen.

## Honneurs et distinctions
- Ordre de l'Aigle blanc

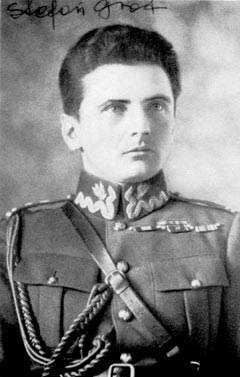
Le général Stefan Rowecki

- Croix d'or de l'Ordre militaire de Virtuti Militari
- Croix d'officier de l'Ordre Polonia Restituta
- Croix de l'Indépendance avec épées
- Croix de l'Armia Krajowa
- Officier de la Légion d'honneur
- Commandeur de la Legion of Merit

## Sources et références
(en) http://generals.dk/general/Rowecki/Stefan_Pawe%C5%82/Poland.html Steen Ammentorp since 2000.